# 伦纳 (贝加莫省)
伦纳（義大利語：Lenna），是意大利贝加莫省的一个市镇。总面积12.88平方公里，人口654人，人口密度50.8人/平方公里（2009年）。国家统计（ISTAT）代码为016125。